# Arnold von Egmond
Arnold von Egmond (* 14. Juli 1410 auf Schloss a/d Hoef in Egmond-Binnen, Noord-Holland; † 23. Februar 1473 auf Schloss Grave in Grave, Noord-Brabant), aus dem Haus Egmond, war von 1423 bis 1465 sowie 1471 bis 1473 Herzog von Geldern.

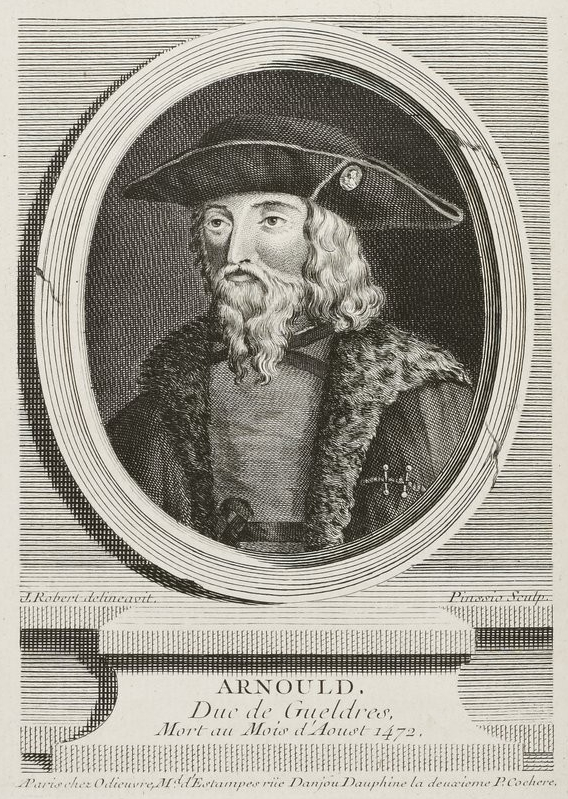
Arnold von Egmond

## Familie
Er war der Sohn von Johann II. von Egmond, Herr auf Arkel, und der Maria van Arkel, außerdem der Großneffe (Enkel der Schwester) von Rainald IV. Bis zum Jahr 1436 stand er unter der Vormundschaft seines Vaters.
Arnold von Egmond heiratete am 26. Januar 1430 in Kleve Katharina von Kleve (1417–1479). Mit ihr hatte er folgende sechs Kinder:
- Maria (1432–1463) ⚭ 1449 mit Jakob II. von Schottland (1430–1460)
- Eduard (1434, verstorben als kleines Kind)
- Wilhelm (1435, verstorben als kleines Kind)
- Margarete (* 11. August 1436, † 2. November 1486) ⚭ 1454 mit dem Pfalzgrafen Friedrich I. von Pfalz-Simmern (1417–1480).
- Adolf (1438–1477) ⚭ 1463 mit seiner Cousine Catherine de Bourbon (um 1441–1469). Er galt als Lieblingssohn von Katharina.
- Katharina (1439–1497), heimlich ⚭ mit dem Bischof von Lüttich, Ludwig von Bourbon (1438–1482). Aus der Ehe gingen drei Söhne hervor.

Neben seinen ehelichen Kindern hatte Arnold mehrere Bastarde:
In zweiter Ehe war er mit Katharina von Straßburg verheiratet, Tochter von Johannes van Straesborch. Sie war vordem die Konkubine Arnolds. 
- Ihre gemeinsame Tochter war Aleid Bastardin von Geldern, die am 7. Mai 1460 legitimiert wurde.

Aus weiteren Beziehungen mit unbekannten Frauen stammen die Kinder: 
- Johann Bastard von Geldern zu Arcen (†1498), Herr von Grunsfoort, 1478 Konventual zu Mariendael.
- Jakob Bastard von Geldern, 1468 Kaplan bei seinem Vater.
- Katharina Bastardin von Geldern († 7. Oktober 1483), Nonne zu Mariendael bei Utrecht.
- Wilhelm Bastard von Geldern.
- Jolante Bastardin von Geldern.
- Agnes Bastardin von Geldern, Nonne im Kloster Bethanien bei Arnheim.
- Friedrich Bastard von Geldern († 3. Juni 1467).

Arnold von Egmond war seit 1451 Ritter des Ritterordens vom Heiligen Grab zu Jerusalem.

## Erbfolgekrieg mit Adolf von Berg
Nach dem Tode des kinderlosen Herzogs von Geldern und Jülich, Rainald IV. († 25. Juni 1423) erhob der erst dreizehnjährige Arnold von Egmond als Nachkomme von Rainalds Schwester Margarethe Anspruch auf dessen Nachfolge. Seine Anwartschaft wurde ihm von Johann II. von Loon-Heinsberg und Herzog Adolf von Berg streitig gemacht – woraus sich ein jahrzehntelanger Konflikt entwickelte. 
Zunächst schien es, als würde sich Arnold gegen seine Konkurrenten durchsetzen können. Indem er die Privilegien der geldrischen Stände vergrößerte, sicherte er sich deren Unterstützung. Am 8. Juli 1423 wurde er in Nimwegen von der Ritterschaft und den Städten Gelderns fast einstimmig zum Landesherrn gewählt. Am 15. August 1424 wurde er überdies vom römisch-deutschen König und späteren Kaiser Sigismund mit den Herzogtümern Geldern und Jülich belehnt. Da es Arnold aber nicht gelang, die hierfür verlangten 14.000 Gulden rechtzeitig beizubringen, befahl Sigismund, die bereits ausgefertigten Lehnsurkunden zu vernichten und belehnte statt Arnold am 24. Mai 1425 dessen Konkurrenten Adolf von Berg mit der Herrschaft über Geldern. 
Daraufhin kam es zu ersten kriegerischen Auseinandersetzungen, in denen sich Arnold gegenüber den bergischen Truppen im Besitz von Geldern behaupten konnte. Dies gelang ihm auch aufgrund der Unterstützung durch Herzog Philipp von Burgund, ein Bündnis, das später durch die Heirat mit Katharina von Kleve, einer Nichte Philipps, weiter gefestigt wurde. Im Juli 1429 erfolgte der Abschluss eines einstweiligen Waffenstillstandes. Adolf von Berg versuchte nunmehr, auf dem Wege der Klage beim späteren Kaiser an sein Ziel zu kommen. Obgleich daraufhin über Arnold 1431 die Reichsacht und 1433 sogar die Aberacht verhängt wurden, vermochte er sich in Geldern an der Macht zu halten. Nach Ablauf des Waffenstillstandes hoffte Arnold sogar, seine Ansprüche auf das Herzogtum Jülich durchsetzen zu können. Die Kämpfe zwischen 1433 und 1436 endeten jedoch ergebnislos im Abschluss eines weiteren Waffenstillstandes, der auf Vermittlung Herzogs Philipp von Burgund zustande kam.

## Erbfolgekrieg mit Gerhard von Jülich-Berg
Nach dem Tode Adolfs von Berg, versuchte dessen Nachfolger Gerhard II. von Jülich-Berg zu Beginn der 40er Jahre Geldern unter seine Kontrolle bringen und eröffnete den Erbfolgekrieg erneut. Trotz Gerhards Sieg in der Schlacht bei Linnich (3. November 1444) vermochte jedoch keiner der Prätendenten den anderen zu verdrängen, was im Abschluss eines neuen Waffenstillstandes mündete. Damit waren die bergisch-geldrischen Erbauseinandersetzung de facto beendet, obgleich beide Seiten ihre gegenseitigen Ansprüche zunächst aufrechterhielten.

## Konflikt mit Adolf von Egmond
Das Ende des Konfliktes gab Arnold um 1450 Gelegenheit eine Pilgerreise nach Rom und Jerusalem zu unternehmen, doch sollte das Herzogtum nicht zur Ruhe kommen. Die endlosen Fehden sowie die aufwendige Hofhaltung Arnolds brachten ihn zunehmend in Gegensatz zu den Ständen des Gelderlandes. Philipp von Burgund, der sich im Konflikt über die Besetzung des Utrechter Bischofsstuhles mit seinem ehemaligen Verbündeten überworfen hatte, unterstützte den Widerstand der Stände. Der Konflikt eskalierte im Jahre 1456 mit der Erhebung von Arnolds eigenem Sohn Adolf zum offenen Bürgerkrieg. Schließlich gelang es Adolf, seinen Vater im Januar 1465 gefangen zu nehmen und sich somit einstweilen durchzusetzen. 
Die Gefangennahme Arnolds führte jedoch nur zu einer Ausweitung des Konfliktes über Gelderns Grenzen hinaus, da nun Herzog Johann I. von Kleve als Schwager Arnolds intervenierte. Adolf verbündete sich daraufhin mit dem Erzbischof von Köln gegen den Herzog und schlug dessen Truppen in der Schlacht von Straelen am 23. Juni 1468. Infolge der alten klevisch-burgundischen Verbindung erwuchs dem entmachteten Arnold mit dem Burgunderherzog Karl dem Kühnen allerdings nun ein neuer Verbündeter. Nachdem Karl der Kühne Arnold und Adolf zu einem Vermittlungsgespräch nach Hesdin geladen hatte und sich der Sohn dabei geweigert hatte, Arnold auf Lebenszeit den Herzogtitel, die Nutzung von Gave und eine ausreichende Pension zu belassen, wurde Adolf am 10. Februar 1471 von den Burgundern in Namur gefangen gesetzt.

## Verpfändung Gelderns
Nach der Gefangennahme Adolfs versuchte Arnold zunächst, von den geldrischen Ständen seine erneute Anerkennung als Herzog zu erhalten. Die Vorstellungen seines Protektors Karls des Kühnen sahen jedoch anders aus, er verlangte die Übertragung der Schutzvogtei und damit die Herrschaft über Geldern. Arnold weigerte sich zunächst, den Anweisungen Karls zu folgen und setzte den Krieg gegen seine aufständischen Untertanen eigenhändig fort, konnte jedoch nur das Oberquartier unter seine Kontrolle bringen. Da er seinen Machtanspruch in Drei Viertel des Landes, das an Adolf festhielt, nicht durchsetzen konnte, resignierte er schließlich und verpfändete das gesamte Herzogtum am 1. Dezember 1471 für 300.000 Gulden an den Herzog von Burgund, der dann bis 1473 seine Herrschaft über Geldern gewaltsam erzwang. Im Februar 1473 erlag Arnold von Egmond einem Schlaganfall.
Auch wenn sein Enkel Karl von Egmond dem burgundischen Herrschaftsanspruch, der 1477 auf das Haus Habsburg überging, noch für Jahrzehnte Widerstand entgegensetzte, so sollte doch Arnolds Entscheidung, das Herzogtum Geldern zu verpfänden, auf lange Sicht zum Verlust der Geldrischen Selbstständigkeit führen. Im Frieden von Venlo 1543 gelang es den Habsburgern, ihren Herrschaftsanspruch über Geldern endgültig durchzusetzen.